# Chrysolampus improcerus
Chrysolampus improcerus is een vliesvleugelig insect uit de familie Perilampidae. De wetenschappelijke naam is voor het eerst geldig gepubliceerd in 1986 door Darling.